# Plastocianina

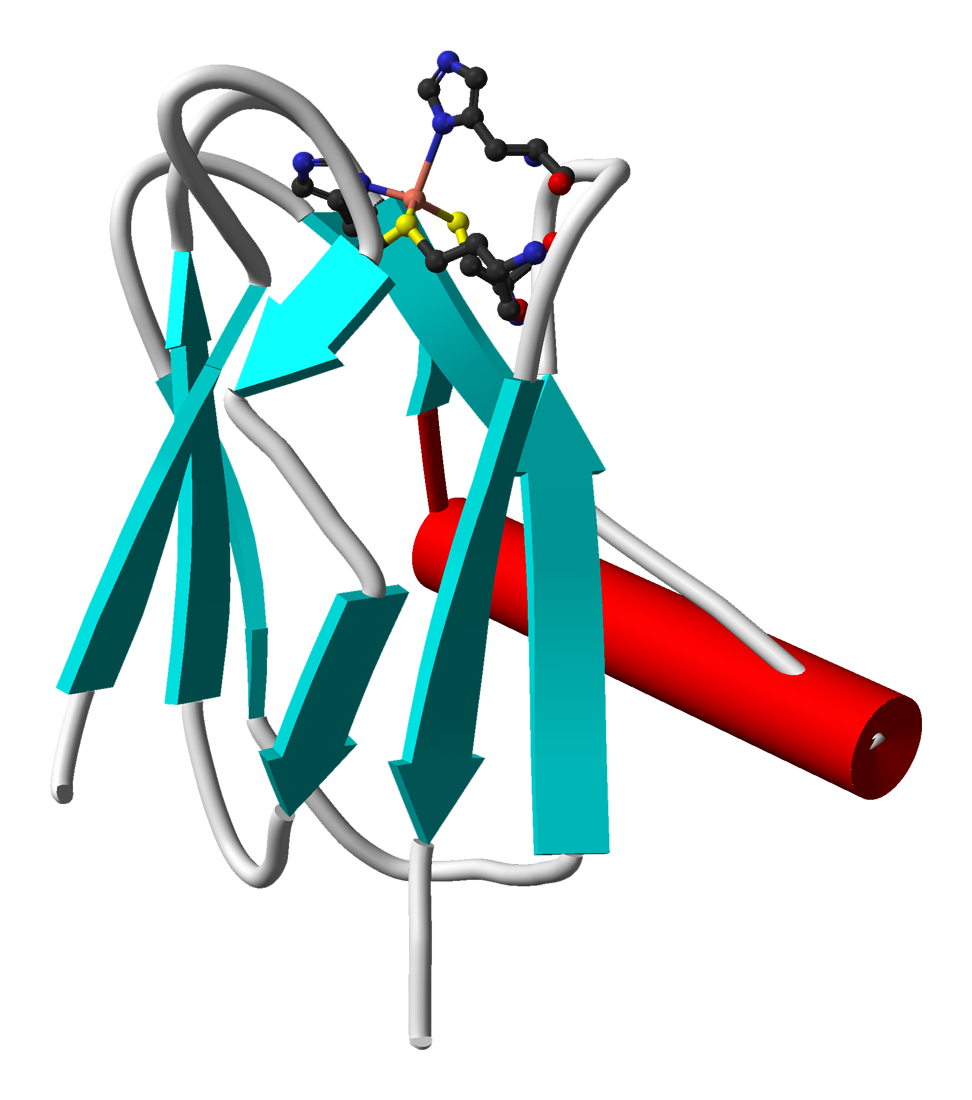
Struttura dal [http://www.rcsb.org/pdb/explore.do?structureId=3BQV PDB 3BQV

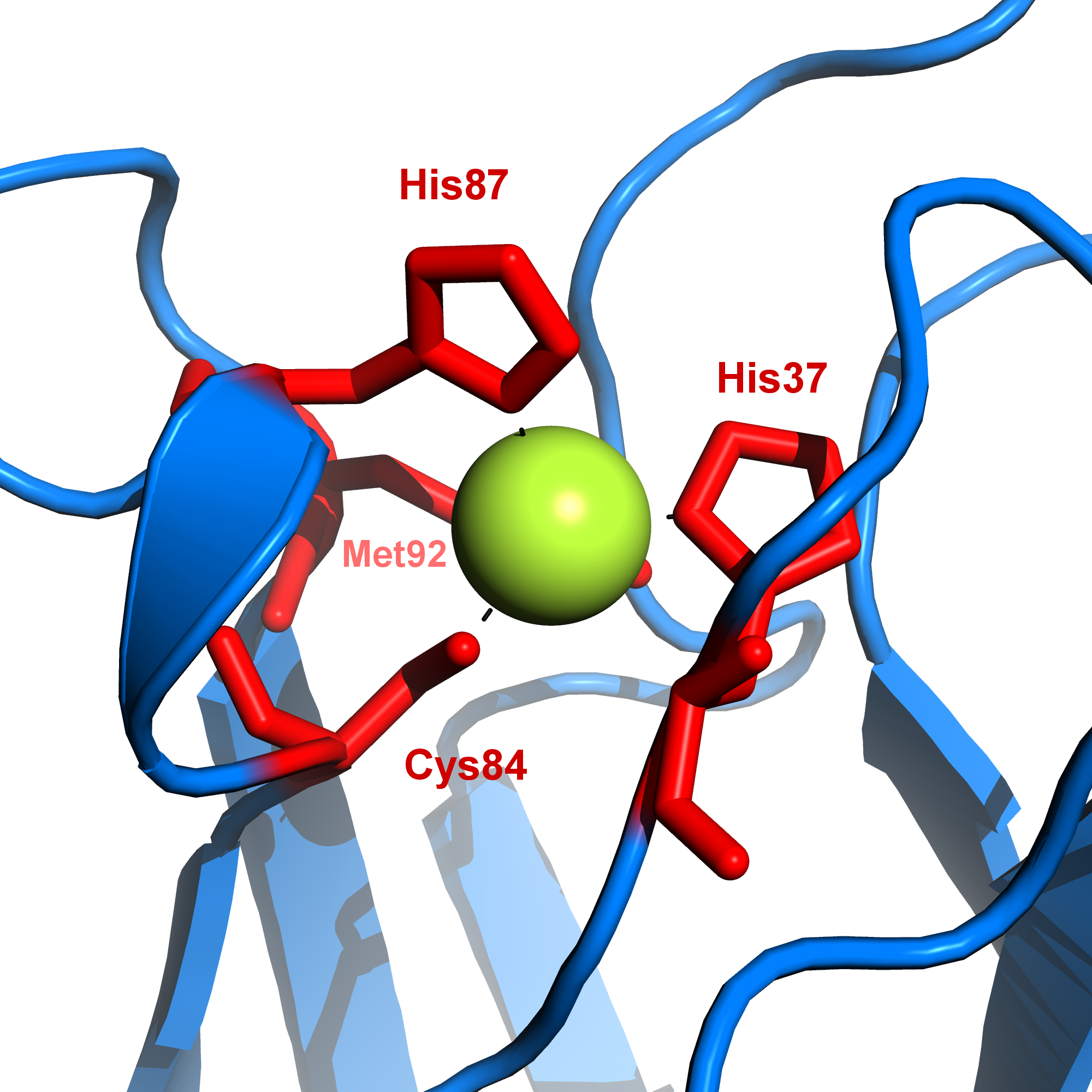
Sito di legame del rame nella plastocianina, con i quattro aminoacidi che legano il metallo

La plastocianina è una piccola proteina idrosolubile contenente rame, contenuta nel cloroplasto. Nella fotosintesi ha funzione di trasportatore di elettroni al P700, ha un peso molecolare intorno ai 10 500 dalton ed è costituita da 99 amminoacidi.

## Struttura
La plastocianina è stata la prima delle proteine contenenti rame di colore blu ad essere caratterizzata tramite cristallografia a raggi X. La struttura terziaria è un beta-barrel, comune nelle proteine che si legano ad altre proteine .
Anche se la superficie molecolare delle plastocianine differisce per le piante, alghe e cianobatteri, la struttura del sito di legame del rame è generalmente conservata. La geometria del sito di legame del rame è descritto come "trigonale piramidale distorta", dove il piano della base trigonale piramidale è composto di due atomi di azoto (N1 e N2) da residui di istidina e un atomo di zolfo (S1) da un residuo di cisteina. Un secondo atomo di zolfo (S2) da un residuo di metionina assiale forma l'apice. La "distorsione" si verifica nelle lunghezze di legame fra l'atomo di rame e i leganti allo zolfo, poiché il contatto Cu-S1 è molto più breve (207 pm) di Cu-S2 (282 pm). Il legame Cu-S2 allungato destabilizza la forma Cu(II) e aumenta il potenziale redox della proteina. Il colore blu (picco di assorbimento a 597 nm) è dovuta al legame Cu-S1 dove avviene un trasferimento di carica dall'orbitale dello zolfo Spπ a quello del rame Cudx2-y2.
Nella forma ridotta di plastocianina, la His-87 diventerà protonata con una pKa di 4.4. La protonazione impedisce che funga da legante e la geometria del sito attivo del rame diventa trigonale planare.
Mentre la superficie molecolare della proteina vicino al sito di legame del rame varia leggermente, tutte le plastocianine hanno una superficie idrofobica che circonda l'istidina esposta del sito di legame del rame. Nelle plastocianine vegetali, i residui acidi si trovano su entrambi i lati della tirosina-83, mentre in quelle algali e delle piante vascolari della famiglia Apiaceae contengono residui acidi simili ma hanno una forma diversa da quelle degli altri vegetali, ovvero-mancano i residui 57 e 58. Nei cianobatteri, la distribuzione dei residui carichi sulla superficie è diverso dalle plastocianine eucariotiche e le variazioni tra le diverse specie batteriche è grande; ad esempio molti cianobatteri hanno 107 aminoacidi nelle plastocianine.

## Funzione
Nella fotosintesi, la plastocianina funziona come agente di trasferimento di elettroni tra citocromo f del complesso citocromo b6f del fotosistema II e P700+ del fotosistema I. Il complesso citocromo b6f ed il P700+ sono entrambe proteine di membrana con residui a vista sul lato del lume della membrana tilacoidale dei cloroplasti. Il citocromo f agisce come un donatore di elettroni, mentre P700+ accetta elettroni dalla plastocianina ridotta.

## Reazioni
La plastocianina tal quale (Cu2+Pc) viene ridotta (acquisisce un elettrone) dal citocromo f secondo la seguente reazione:
Cu2+Pc + e− → Cu+Pc
Dopo essersi dissociata, la forma ridotta (Cu+Pc) diffonde nel lume finché non avviene il riconoscimento ed il bonding con il P700+, il quale la ossida sottraendole un elettrone:
Cu+Pc → Cu2+Pc + e−
Il potenziale di riduzione è di circa 370 mV e il pH isoelettrico è a 4.